# 三重県道556号大泉東停車場北大社線
三重県道556号大泉東停車場北大社線（みえけんどう556ごう おおいずみひがしていしゃじょうきたおおやしろせん）は、三重県いなべ市から員弁郡東員町に至る一般県道である。

## 概要
いなべ市員弁町東一色から員弁郡東員町大字大木に至る。
「大泉東停車場」とは、2004年（平成16年）4月1日まで存在した三岐鉄道北勢線（旧近鉄北勢線）の大泉東駅のことである。現在では新しく大泉駅が旧大泉東駅より北に設置されている。「北大社」とは、員弁郡東員町にある地区の名称であり、終点の大木地区に隣接する。2009年（平成21年）現在、終点は大木地区とされているが、「自動車の交通量がきわめて少ないと認める道路」指定時は北大社地区になっている。

### 路線データ
- 起点：いなべ市員弁町東一色（旧三岐鉄道北勢線 大泉東駅前）
- 終点：員弁郡東員町大字大木（大木交差点、三重県道14号菰野東員線交点）
- 総延長：1,400 m

## 歴史
- 1959年（昭和34年）1月25日 - 路線認定[1]。
- 1963年（昭和38年）2月1日 - 車両制限令[3]第5条第1項に基づき、「自動車の交通量がきわめて少ないと認める道路」に、以下の区間（＝全区間）が指定された[2]。

員弁郡員弁町（大泉東駅）から同郡東員村北大社（県道員弁菰野線交点）まで

## 路線状況

### 交通量
平日12時間交通量
| 地点                 | 交通量 |
| -------------------- | ------ |
| 員弁郡東員町大字大木 | 891台  |

## 地理

### 通過する自治体
- 三重県
  - いなべ市 - 員弁郡東員町

### 交差する道路
| 交差する道路           | 交差する場所 | 交差する場所      |
| ---------------------- | ------------ | ----------------- |
| 三重県道14号菰野東員線 | 大字大木     | 大木交差点 / 終点 |

### 交差する鉄道
- 三岐鉄道北勢線

### 沿線
- 万福寺
- 明法寺（浄土真宗本願寺派）
- 大木城跡
- 東員町立稲部小学校
- 東員町立稲部幼稚園